# مكتب خانا
مكتب خانا (يعني "بيت الترجمة") كان مكتبًا للسجلات والترجمة أنشأه السلطان المغولي أكبر في فاتح بور سيكري حوالي عام 1574. كلَّف السلطان أكبر الكتبة والأمناء الأكثر موهبة لديه بترجمة النصوص الرئيسة في الهند من اللغة السنسكريتية إلى اللغة الفارسية وتوضيح المخطوطات في الورش الملكية؛ وذلك لنشر العلم بين المسلمين حيث إن الفارسية كانت لغة العالم الإسلامي غير العربي آنذاك. وتضمنت هذه النصوص المهابهارتا في رزم نامه (تعني حرفيًا "كتاب الحرب")، والرامايانا، وراجاتارانجيني [الإنجليزية]. كما تُرجمَت العديد من الموسوعات والتاريخ العربي، بالإضافة إلى كتاب بابر نامه بالكامل، وهو مذكرات جد أكبر ومؤسس سلطنة مغول الهند، بابور. ومن خلال هذا المكتب، طمح أكبر إلى "تشكيل أساس للبحث الموحد عن الحقيقة " و"تمكين الناس من فهم الروح الحقيقية لدينهم".

## طالع أيضًا
- دين إلهي
- جانجا-جاموني تهذيب [الإنجليزية]
- لوحة مغولية
- رزم نامه